# سرگذشت داستانی شرلوک هلمز

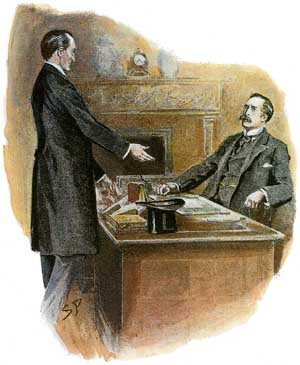
شرلوک هلمز و شرح حال نویسش دکتر واتسن

به‌طور معمول، سرگذشت داستانی شرلوک هلمز شامل ۵۶ داستان کوتاه و ۴ رمان که توسط سر آرتور کانن دویل نوشته شده‌است می‌شود. اما در این زمینه، واژهٔ سرگذشت داستانی برای نوشته‌های اصلی دویل و دیگر نویسندگانی که این شخصیت را به کار بردند نیز استفاده می‌شود.

## نوشته‌ها

### رمان‌ها
اینجا لیست ۴ رمان سرگذشت داستانی شرلوک هلمز آمده است:
1. اتود در قرمز لاکی(منتشر شده در ۱۸۸۷)
2. نشانه چهار(منتشر شده در ۱۸۹۰)
3. سگ باسکرویل(منتشر شده بین ۱۹۰۱ تا ۱۹۰۲ به صورت رشته سریالی)
4. دره وحشت(منتشر شده بین ۱۹۱۴ تا ۱۹۱۵ به صورت سریالی)

### داستان‌های کوتاه
پنجاه و شش داستان کوتاه در پنج کتاب گردآوری شده‌اند:
1. ماجراهای شرلوک هلمز(منتشر شده در ۱۸۹۲)
2. خاطرات شرلوک هلمز(منتشر شده در ۱۸۹۳)
3. بازگشت شرلوک هلمز(منتشر شده در ۱۹۰۵)
4. آخرین تعظیم(منتشر شده در ۱۹۱۷)
5. پرونده‌های شرلوک هلمز(منتشر شده در ۱۹۲۷)

به غیر از این‌ها موار زیاد دیگری نیز از کتاب‌ها و داستان‌های سرگذشت داستانی شرلوک هلمز وجود دارد.